# Schwarzbach (Salzbach)
Der Schwarzbach ist ein gut 5 km langer Bach in der hessischen Landeshauptstadt Wiesbaden, der über den Salzbach in den Rhein entwässert.

## Verlauf
Der Schwarzbach entspringt an mehreren Orten oberhalb des Naturschutzgebiets Rabengrund. Laut einer Karte der Stadt Wiesbaden liegt die Hauptquelle westlich der Wallanlage Würzburg am Südhang der Platte, dazu kommen u. a. die Habelsquelle, der Amtmannborn und der Entenpfuhl. Im Naturschutzgebiet sind einige Feuchtgehölze zusätzlich als Biotop geschützt. Unterhalb des Rabengrunds bildet der Schwarzbach einen kleinen See und fließt anschließend an der Leichtweißhöhle und östlich des Nordfriedhofs entlang. Er unterquert die Nerobergbahn und durchfließt die Nerotalanlagen im Nerotal. In der Nähe des Kriegerdenkmals am Ende der Parkanlage wird der Schwarzbach verrohrt und unter der Taunusstraße geführt. Auf Höhe der Müllerstraße wird von links der Dambach zugeführt. Am Kureck schwenkt der Kanal unter die Wilhelmstraße nach Süden. Südwestlich des Hessischen Staatstheaters bildet der Schwarzbach mit dem Rambach den Salzbach. Dort beginnt der denkmalgeschützte, unterirdische Salzbachkanal, der allerdings früher erst ab dem Zusammenfluss mit dem Wasser von Wellritzbach und Kesselbach an der Luisenstraße so bezeichnet wurde. Vor der Verrohrung floss der Schwarzbach zuerst mit dem Kesselbach zusammen und bildete anschließend mit Ram- und Wellritzbach den Salzbach.

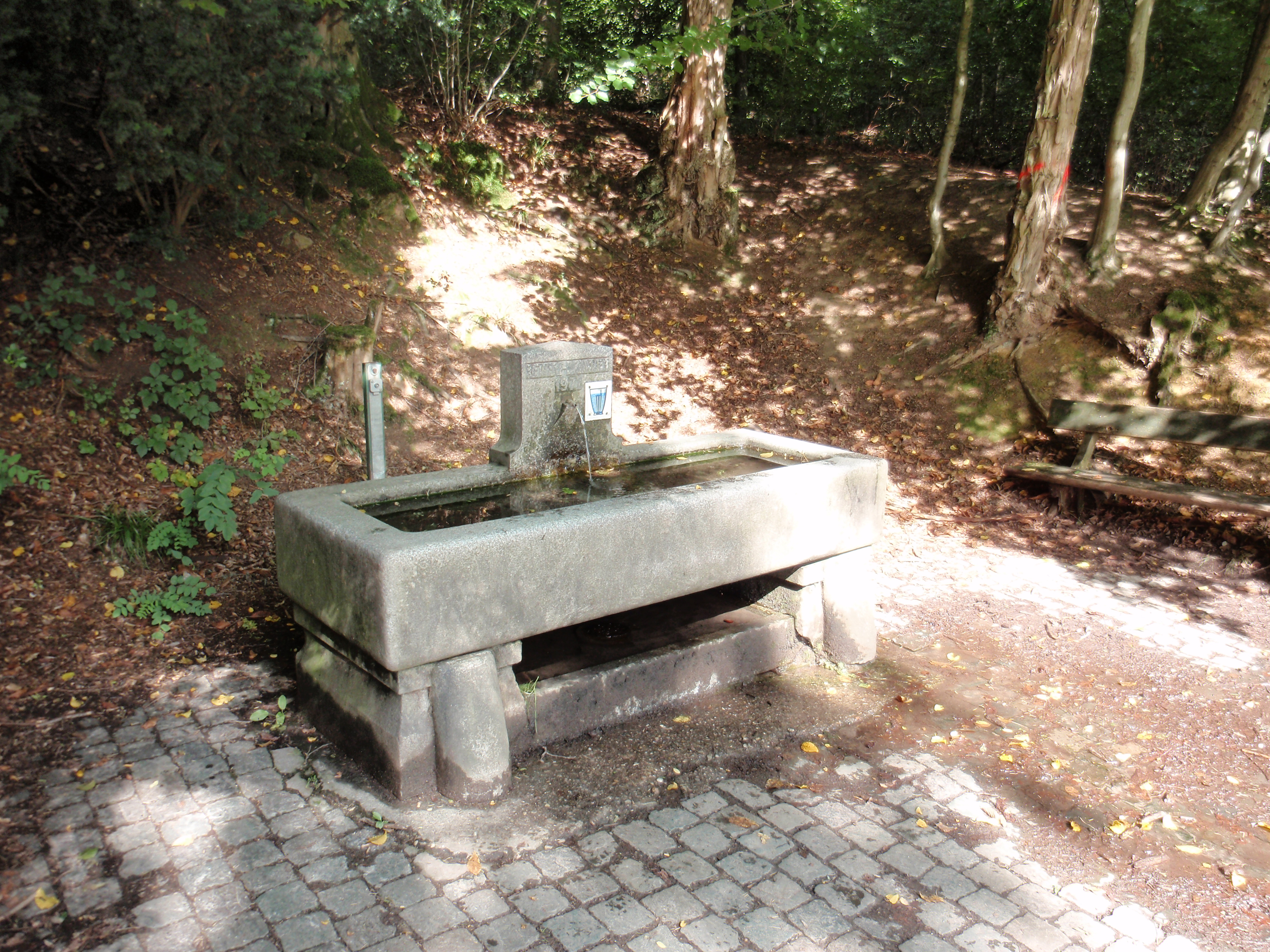
Rettertbrunnen oberhalb des Rabengrunds
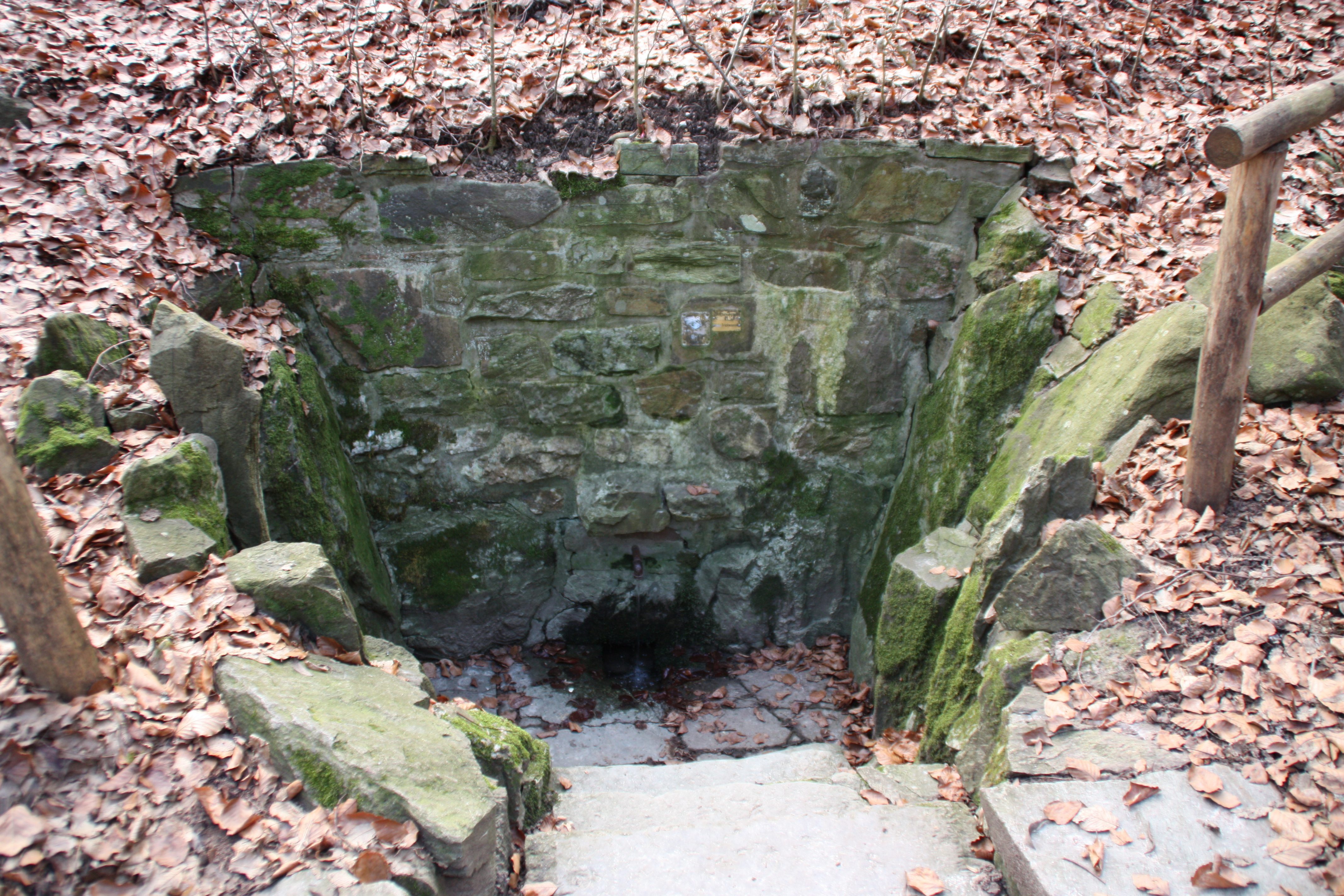
Eine Quelle an der Leichtweißhöhle
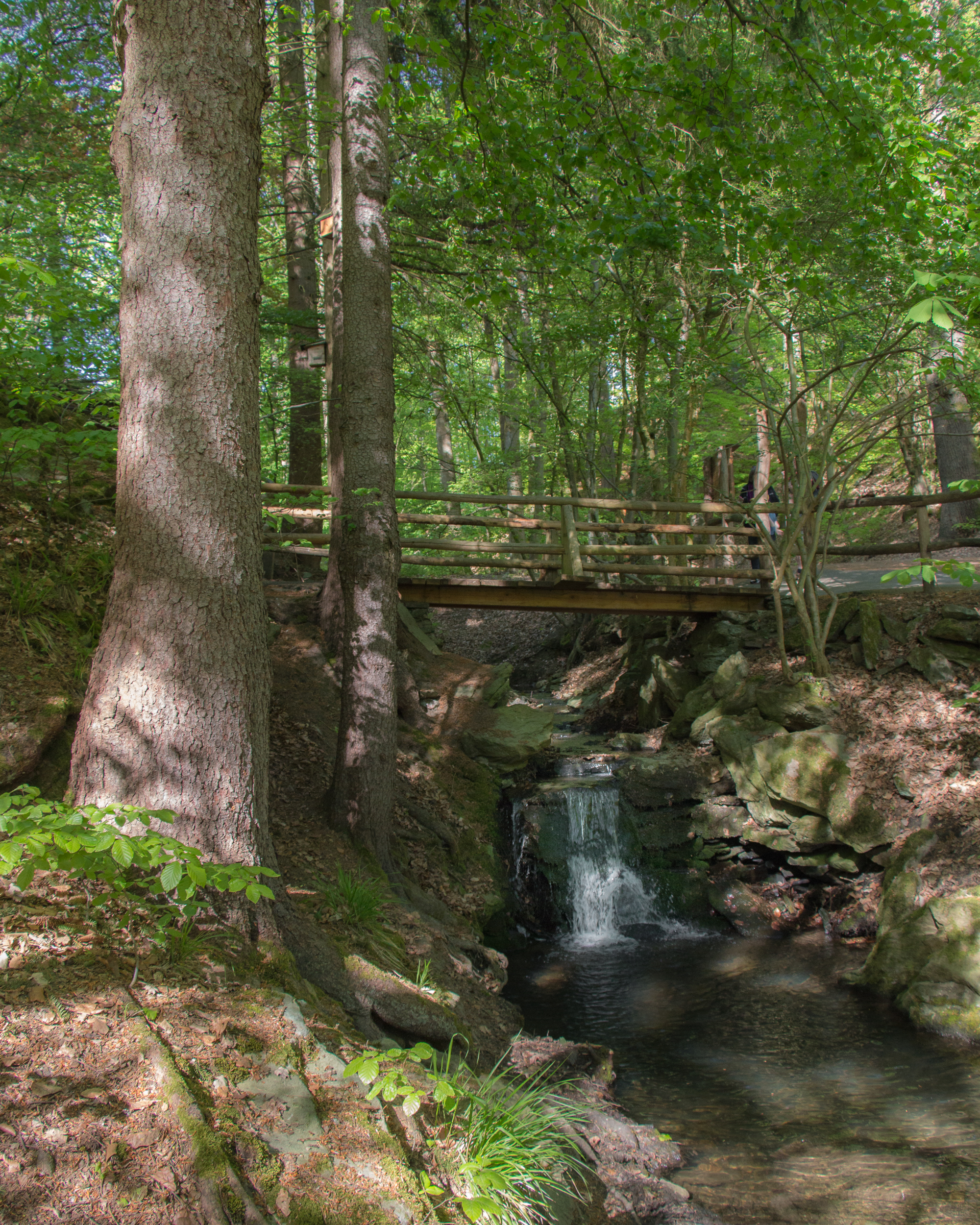
Schwarzbach nahe der Leichtweißhöhle
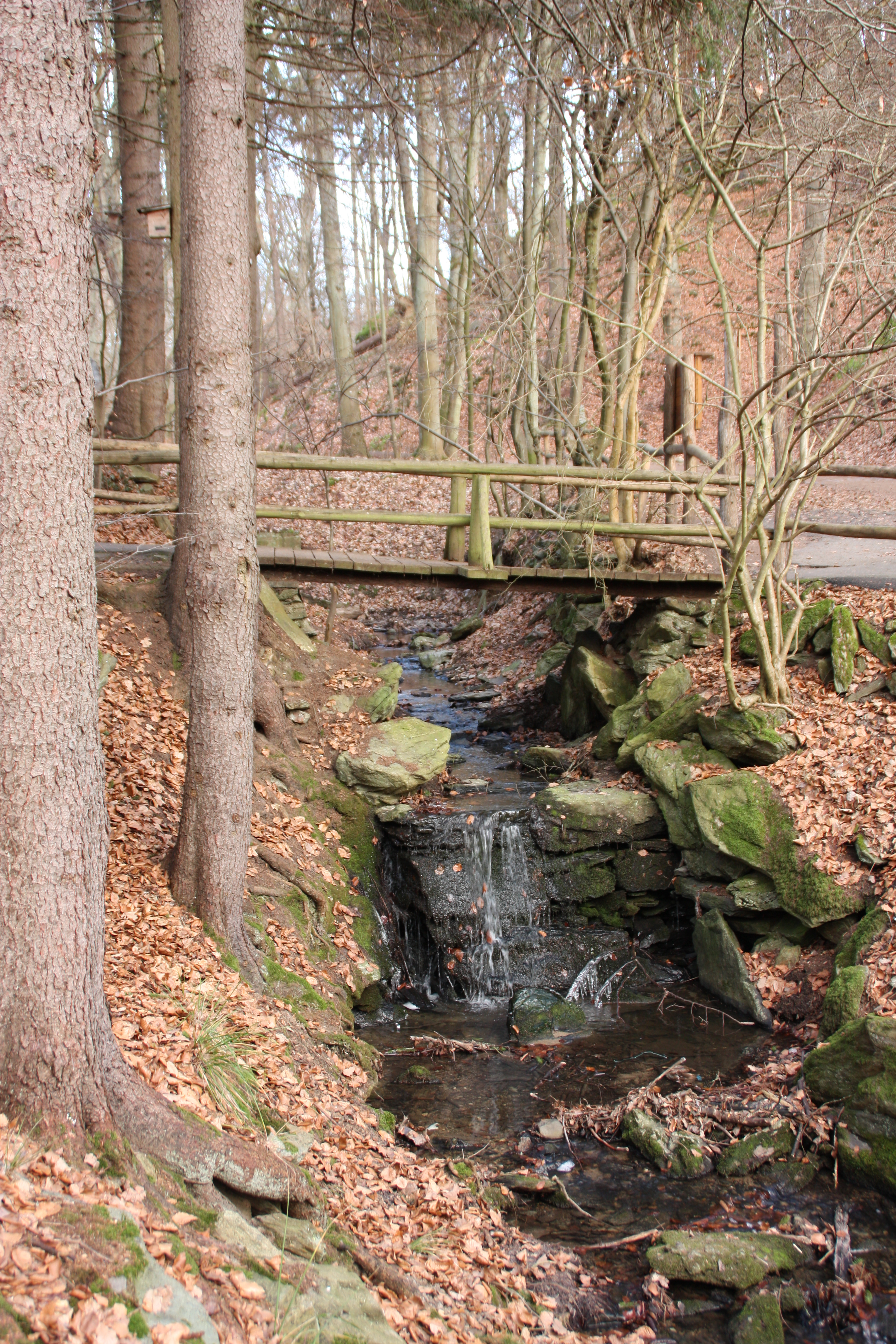
Brücke nahe der Leichtweißhöhle
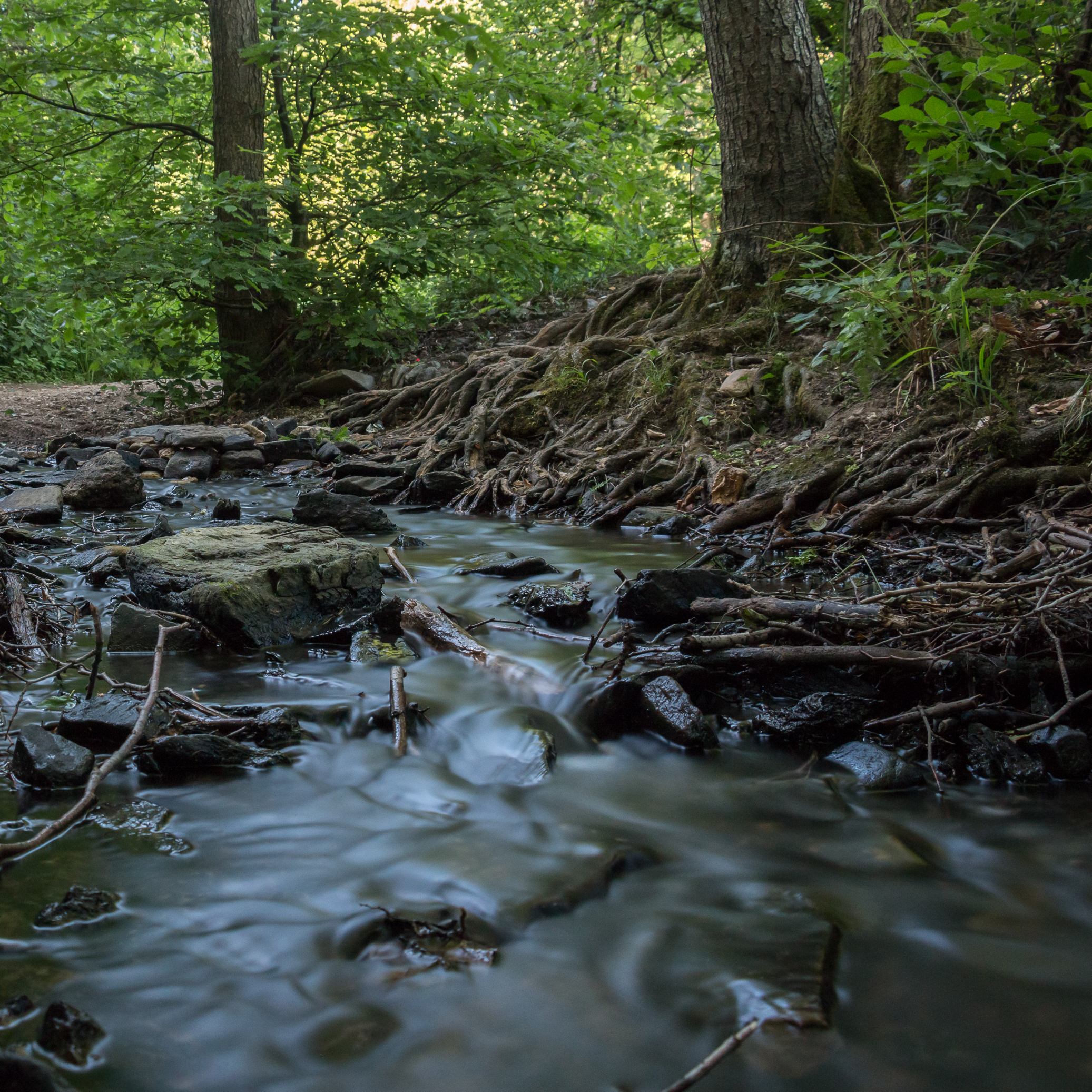
Schwarzbach im Nerotal
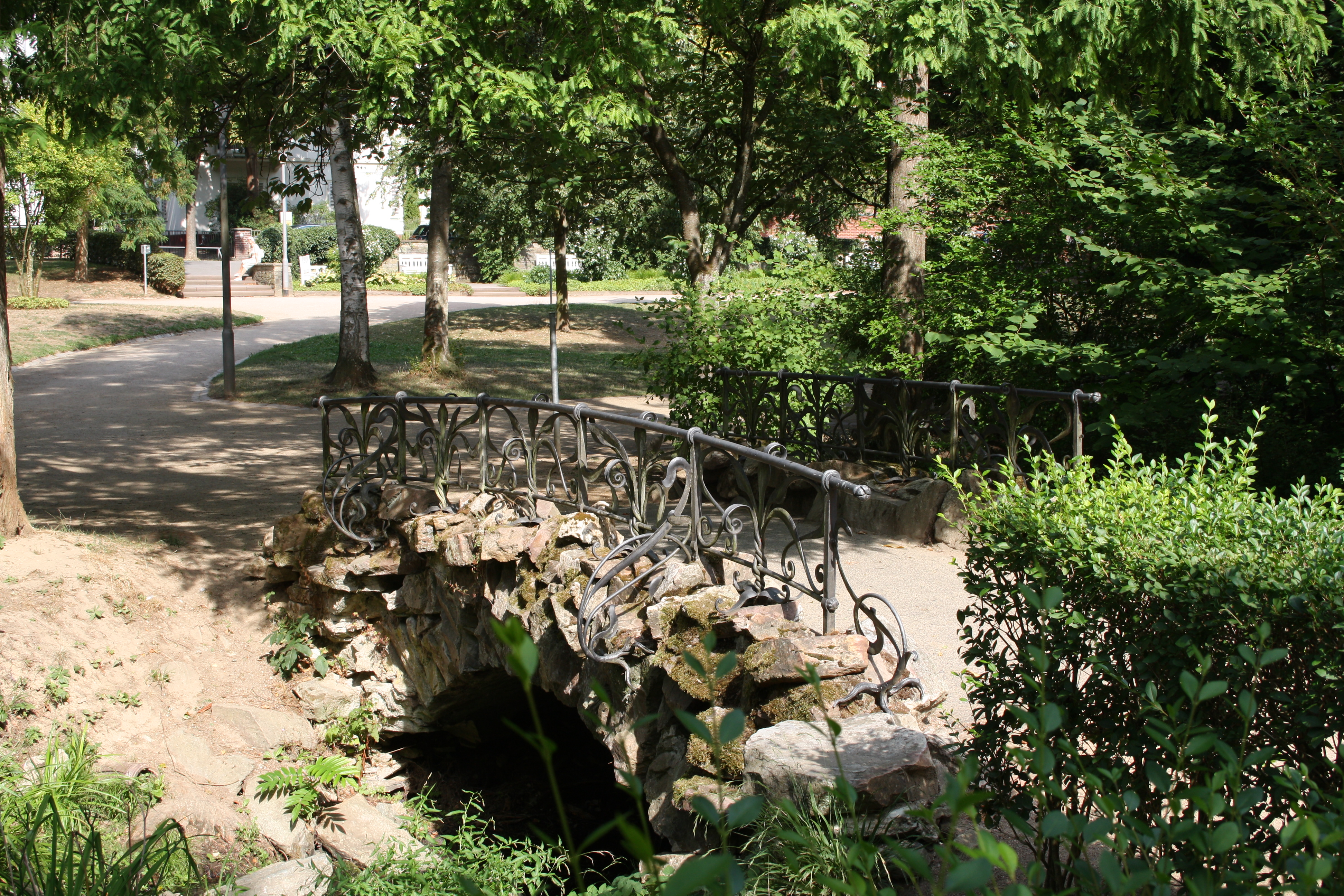
denkmalgeschützte Brücke in den Nerotalanlagen